# Kolektivní hlava státu

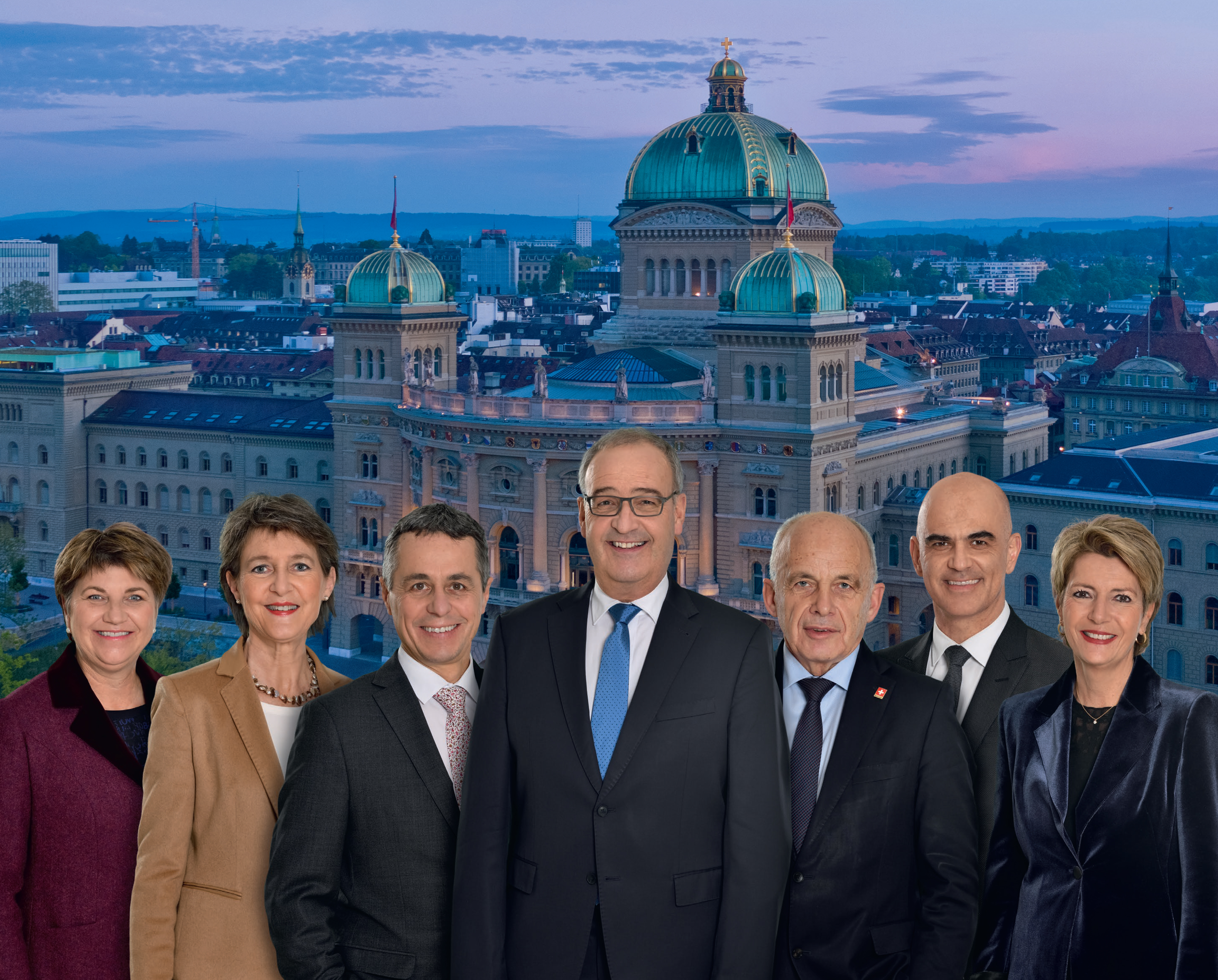
Sedmičlenná švýcarská Rada federace, 2021

Kolektivní hlava státu je kolektivní orgán, který vykonává funkci hlavy státu, která je ve většině zemí světa individuálním orgánem, tedy jednou osobou (panovníkem či prezidentem). Kolektivní hlava státu vzniká zpravidla z důvodu snížení koncentrace moci v rukách jedné osoby, nebo pro zajištění dostatečné reprezentace skupin obyvatelstva (např. národnostních).

## Historie

### Starověký Řím
V Římské republice byl na veřejné úřady uplatňován princip kolegiality, který vznikl v návaznosti na zkušenosti, které Římanům přineslo období království a vláda jednoho. Proto bylo zavedeno, že nejvyšší úřad republiky, tj. konzulát, budou vždy vykonávat současně dvě osoby, které mohou vzájemně vetovat svá rozhodnutí. Obdobně tomu bylo i u jiných úřadů, byli tedy dva aedilové, dva kvestoři, dva tribuni lidu a tak dále. Za vojensky či politicky napjatých a nebezpečných situací, kdy bylo nutné jednat rychle, mohlo dojít k jmenování diktátora – jediného vrchního velitele, který měl co nejdříve zjednat pořádek, a to i za cenu dočasného porušování občanských práv a svobod. Na rozdíl od volby konzulů diktátora nevolilo lidové shromáždění, ale konzul byl do pozice diktátora jmenován druhým z konzulů po dohodě se senátem.

### Sovětský svaz
V SSSR před vznikem funkce prezidenta v roce 1990 plnilo funkci kolektivní hlavy státu prezídium Nejvyššího sovětu. To bylo zřízeno tzv. Stalinovou ústavou z roku 1936, podle které jej tvořilo 37 členů; po přijetí tzv. Brežněvovy ústavy roku 1977 byl počet členů zvýšen na 39. Prezidium bylo voleno z řad poslanců na společné schůzi obou komor (Sovětu svazu a Sovětu národů) a vedle pravomocí hlavy státu také vykonávalo pravomoci Nejvyššího sovětu mezi jeho jednotlivými zasedáními. Předseda prezídia byl v některých zemích (například Spojeném království a ve Spojených státech amerických) také neformálně označován jako prezident.

### Jugoslávie
Předsednictvo Jugoslávie bylo zřízeno v roce 1971 přijetím dodatků k ústavě a pokračovalo po schválení nové ústavy roku 1974. Ta ustanovila předsednictvo současně s úřadem prezidenta a prohlásila Josipa Broze Tita doživotním prezidentem a předsedou předsednictva. Po Titově smrti roku 1980 se funkce předsedy Předsednictva střídala každý rok mezi jednotlivými členy, avšak žádný z dalších předsedů Předsednictva již nebyl prezidentem a prezidentská funkce zůstala uvolněna až do rozpadu federace roku 1992.

## Současnost

### Švýcarsko
Ústava Švýcarské konfederace z roku 1848 se inspirovala ústavou USA, nicméně odlišuje se v tom, že pozici hlavy státu a vrcholného výkonného orgánu federální vlády nesvěřuje jedné osobě, nýbrž spolkové radě. Podle ústavy z roku 1999 ji tvoří 7 členů, kteří jsou voleni Národním shromážděním na čtyřleté funkční období. Jeden z členů rady je Národním shromážděním zvolen prezidentem Švýcarska, tato pozice je však jen formální a s výjimkou práva předsedat jednáním rady prezident nemá žádné pravomoci, protože rada vždy rozhoduje jako celek.

### Bosna a Hercegovina
Předsednictvo Bosny a Hercegoviny je hlavou státu a hlavou výkonné moci. Podle ústavy z roku 1995 je tvořeno zástupci tří konstitutivních národností, Bosňáků, Chorvatů a Srbů. Předsednictvo má na starosti vedení zahraniční politiky, jmenování velvyslanců, reprezentaci v mezinárodních organizacích, vyjednávání a ratifikaci smluv, provádění rozhodnutí Parlamentního shromáždění, předkládání rozpočtu a koordinaci spolupráce s mezinárodními organizacemi. Členové Předsednictva jsou voleni přímo, přičemž v Federaci Bosny a Hercegoviny se volí bosňácký a chorvatský člen a v Republice srbské srbský člen, přičemž kandidáti běžně soutěží na samostatných etnických kandidátkách. Tento volební systém však čelí kritice, neboť neumožňuje kandidovat lidem mimo tři hlavní etnické skupiny.

### Andorra
Knížectví Andorra je příkladem tzv. diarchie, kde je pozice knížete zastávána dvěma osobami z titulu jejich funkcí. Jedním spoluknížetem je urgelský biskup a druhým francouzský prezident. Historie toto uspořádání sahá až do let 1278 a 1288, kdy byly uzavřeny smlouvy mezi urgelským biskupem a hrabětem z Foix, jehož v pozici spoluknížete v průběhu historie nahradili francouzští králové a císaři, a poté i prezidenti. Podle těchto smluv byla země spravována až do přijetí ústavy roku 1993. Podle té spoluknížata vykonávají své pravomoci rovně a mají zaručenou nezávislost při vykonávání svých funkcí. Mezi jejich hlavní pravomoci patří jmenování představitelů vlády, svolávání voleb, ratifikace mezinárodních smluv a zajišťování dodržování mezinárodních závazků Andorry. Spoluknížata jsou rovněž zodpovědná za moderování fungování veřejných institucí a za zajištění ústavní rovnováhy v zemi. V případě neobsazení jedné z funkcí spoluknížat platí mechanismy náhrad podle právních systémů jejich zemí.